# Karl Heinz Willschrei

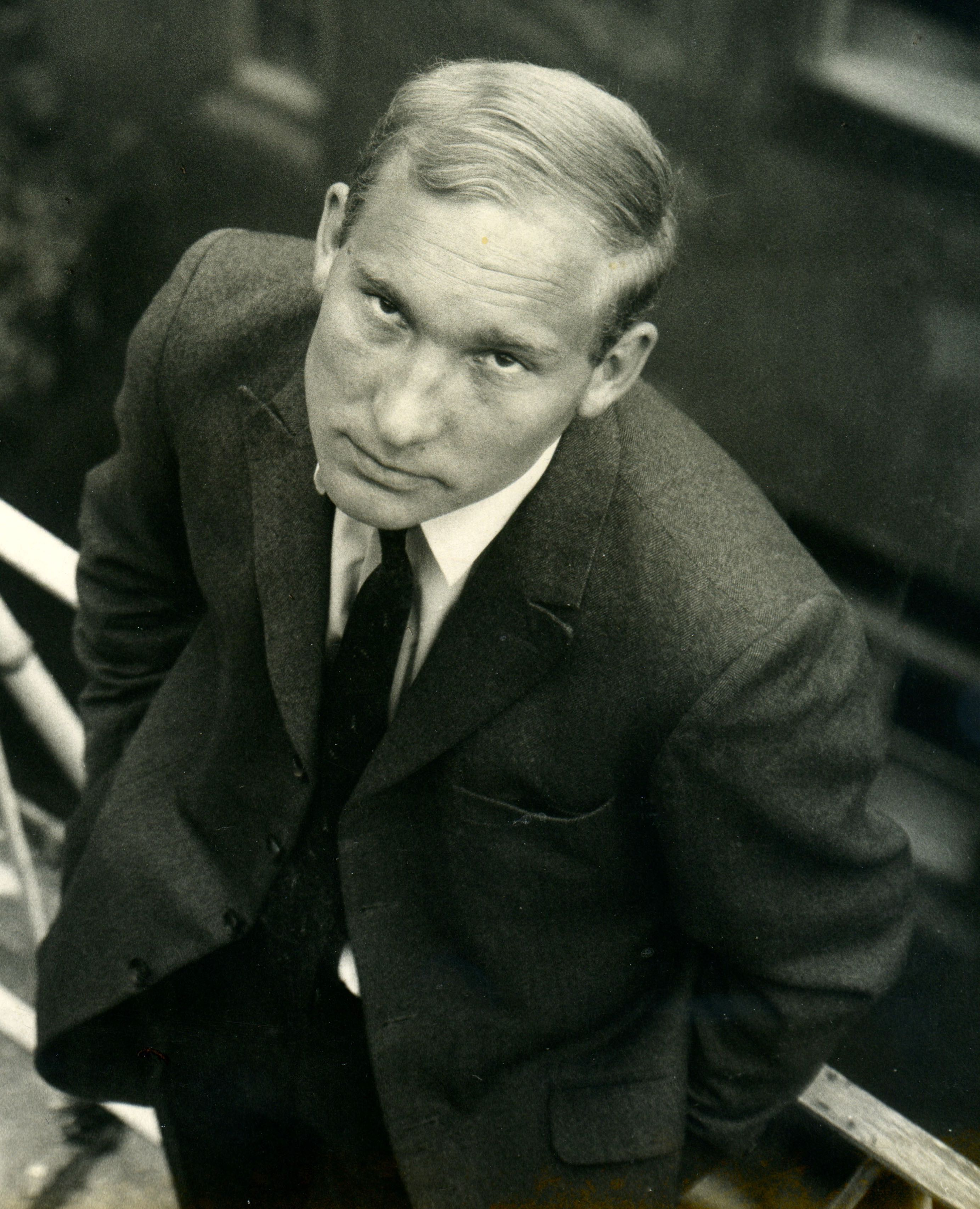
Willschrei intorno al 1970

Karl Heinz Willschrei, detto Axel (Homberg, 18 marzo 1939 – Altea, 25 maggio 2003), è stato uno sceneggiatore e produttore televisivo tedesco specialista in serie poliziesche.

## Biografia
Rimase orfano nel 1942 poiché suo padre morì in guerra e crebbe con la madre in una zona popolare di Essen. Dopo il diploma di scuola superiore, studio teatro, germanistica, filosofia e giornalismo a Monaco di Baviera e a Vienna. Nel 1965 conseguì il dottorato con una tesi su Die poetischen Gattungen und ihr Verhältnis zur Bühne (I generi poetici e il loro rapporto con la scena). Durante i suoi studi maturò la sua prima esperienza come giornalista presso la Neue Ruhr Zeitung e trovò lavoro come assistente alla regia in un teatro seminterrato viennese. Iniziò la sua carriera mediatica presso la Bavaria Film, dove lavorò dal 1970 al 1973 come capo del dipartimento per le coproduzioni internazionali.
Dal 1965 in poi scrisse sceneggiature per la televisione, spesso in collaborazione con Georg Althammer fin dall'inizio, e si specializzò rapidamente nel genere poliziesco. Come scrittore freelance divenne un lavoratore autonomo nel 1974 e fondò la compagnia Film team per "avere maggiore influenza sull'implementazione cinematografica del suo materiale" ì. Nel 1976, insieme ad Althammer, fondò la società di produzione Monaco Film, che negli anni successivi si espanse fino a diventare il Gruppo Monaco e uno dei principali produttori di thriller polizieschi televisivi.
Come sceneggiatore scrisse miniserie e serie televisive come Alexander Zwo, Härte 10, Lobster e numerosi film di Tatort, tra cui i classici Zweikampf e Rot–rot–tot e una serie di produzioni individuali. Collaborò, come autore, nella serie pre-serata di ARD Il conte Yoster e Die seltsamen Methoden des Franz Josef Wanninger. Successivamente lavorò per la serie poliziesca ZDF Ein Fall für Zwei e Der Alte ed ebbe la direzione della serie SAT.1 Wolffs Revier (anche come produttore). Per quest'ultima creò la serie A.S. - Indagine a Berlino e A Murder per Quandt.
Ricevette il Premio televisivo bavarese per l'episodio del 1993 di Poker della serie Wolffs Revier. Nel 1993, insieme a Jürgen Heinrich, Klaus Pönitz e Gerd Wameling, vinse il Premio Adolf Grimme con il bronzo per l'intera serie.
Molte delle singole produzioni televisive e miniserie che scrisse o produsse, comprese tre opere di Ilse Hofmann negli anni '80, erano storie di avventura ambientate in luoghi esotici. Nel corso della sua carriera scrisse quasi 150 sceneggiature in quasi 35 anni di carriera televisiva.
Karl Heinz Willschrei si sposò tre volte: la prima moglie fu la sua amica del college, Christine Witsch. Nel suo secondo matrimonio sposò l'attrice Angelika Bender. Nel suo terzo matrimonio sposò Hildegard Zimmermann, con la quale visse dal 1988 fino alla sua morte.

## Filmografia

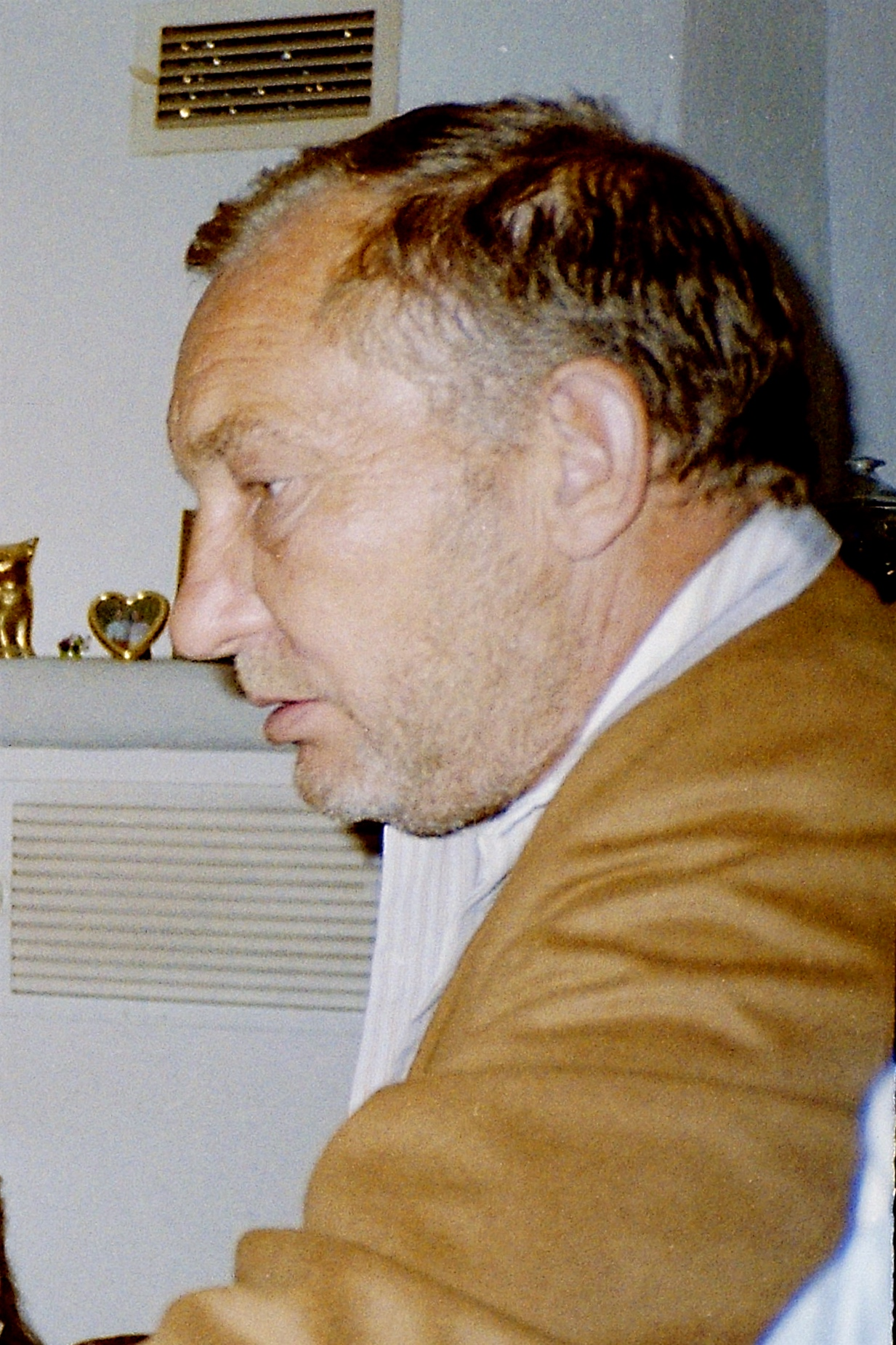
Karl-Heinz (Axel) Willschrei nel maggio 1990

### Televisione come sceneggiatore
- 1965/1966: Der Nachtkurier meldet
- 1966–1970: Die seltsamen Methoden des Franz Josef Wanninger
- 1967–1974: Graf Yoster gibt sich die Ehre
- 1970: Heißer Sand
- 1971: Ferdy und Ferdinand
- 1972: Alexander Zwo
- 1972: Okay S.I.R. (serie)
- 1973: Tatort: Kressin und die zwei Damen aus Jade
- 1974: Tatort–Acht Jahre später
- 1974: Tatort – Zweikampf
- 1974: [Härte 10 (anche produttore)
- 1975: Tatort – Die Abrechnung
- 1976: Tod im November (Die Wölfin vom Teufelsmoor) (Kinofilm; UA: 1978)
- 1976: Lobster
- 1977: Tatort – Drei Schlingen
- 1977: Tatort – Rot – rot – tot
- 1977–1979: Der Alte
- 1978: Schwarz und weiß wie Tage und Nächte
- 1979: Das Ziel
- 1979: Tatort – Zweierlei Knoten
- 1980: Tatort – Mit nackten Füßen
- 1981–1999: Ein Fall für zwei
- 1983: Dingo
- 1984: Die andere Seite des Mondes
- 1984: Das Gespinst
- 1985: Tatort – Miese Tricks
- 1985: Die Andere
- 1986: Die zwei Gesichter des Januar (Kinofilm)
- 1989–1991: Eurocops
- 1992–1993: Wolffs Revier (anche produttore)
- 1994–1998: A.S. – Gefahr ist sein Geschäft (anche produttore)
- 1995: Die Falle
- 1995: Das Schwein – Eine deutsche Karriere (anche produttore)
- 1996: Agentenfieber (anche produttore)
- 1997: Der dreckige Tod (anche produttore)
- 1999: Der Kopp